# Кострома (аеропорт)
Аеропорт Кострома — аеропорт у Росії, розташований за 6 км на північний захід від Костроми.

## Авіалінії та напрямки
| Авіакомпанія            | Пункт призначення                         |
| ----------------------- | ----------------------------------------- |
| Kostroma Air Enterprise | Ст Петербург Сезонний: Анапа, Сімферополь |

## Приймаємі типи повітряних суден
Ан-24, Ан-26, Ан-28, Л-410, Як-40 і більш легкі, гелікоптери всіх типів.